# Dipodillus
Genre
Dipodillus est un genre de gerbilles qui fait partie des rongeurs de la famille des Muridés. 

## Noms vernaculaires et noms scientifiques correspondants
Liste alphabétique des noms vernaculaires attestés en français.

Note : les classifications évoluant encore, certains noms scientifiques ont peut-être un autre synonyme valide.
- Petite gerbille à queue courte - Dipodillus (Dipodillus) simoni[1]
- Gerbille de Wagner - Dipodillus (Petteromys) dasyurus[2]

## Liste des sous-genres et espèces
Selon Mammal Species of the World (version 3, 2005)  (31 mai 2016) et ITIS (31 mai 2016) :
- sous-genre Dipodillus (Dipodillus) Lataste, 1881 
  - Dipodillus maghrebi (Schlitter and Setzer, 1972)
  - Dipodillus simoni (Lataste, 1881)
  - Dipodillus zakariai Cockrum, Vaughn and Vaughn, 1976
- sous-genre Dipodillus (Petteromys) Pavlinov, 1982 
  - Dipodillus bottai (Lataste, 1882)
  - Dipodillus campestris (Levaillant, 1857)
  - Dipodillus dasyurus (Wagner, 1842)
  - Dipodillus harwoodi (Thomas, 1901)
  - Dipodillus jamesi (Harrison, 1967)
  - Dipodillus lowei (Thomas and Hinton, 1923)
  - Dipodillus mackilligini Thomas, 1904
  - Dipodillus rupicola (Granjon, Aniskin, Volobouev and Sicard, 2002)
  - Dipodillus somalicus(Thomas, 1910)
  - Dipodillus stigmonyx (Heuglin, 1877)

Selon NCBI (31 mai 2016) :
- Dipodillus campestris
- Dipodillus dasyurus
- Dipodillus rupicola
- Dipodillus simoni